# Biblioteca Pubblica di Amsterdam
Openbare Bibliotheek Amsterdam (OBA) (ufficialmente Stichting Openbare Bibliotheek Amsterdam) è l'organizzazione della biblioteca pubblica per i comuni di Amsterdam, Diemen e Ouder-Amstel. La Biblioteca Centrale si trova sull'Oosterdokseiland, vicino alla Stazione Centrale nel centro di Amsterdam. Inoltre, ci sono 28 filiali distribuite in tutta la città e a Weesp, Diemen, Duivendrecht e Ouderkerk aan de Amstel. L'OBA svolge, insieme alla Biblioteca civica di Haarlem, la funzione di supporto scientifico per la provincia dell'Olanda Settentrionale.

## Biblioteca centrale
La biblioteca centrale, progettata dall'architetto Jo Coenen, è stata inaugurata nel 2007, come attrazione principale nel piano urbanistico dell'Oosterdokseiland. L’edificio ha un aspetto aperto e offre una vista ampia sulla città. Il design riflette anche il concetto innovativo della biblioteca; oltre al prestito di libri e media audiovisivi, funge da luogo d’incontro, spazio per studiare e navigare in internet. Sono presenti due sale teatrali, uno spazio espositivo, una sala del silenzio, un ristorante all'ultimo piano e, al piano terra, un caffè con terrazza esterna. La collezione comprende oltre 3,2 milioni di titoli, nonché CD, DVD, riviste e spartiti musicali in varie lingue, tra cui olandese, polacco, turco ed inglese.
Dati relativi alla biblioteca centrale:
- Superficie: 28.500 m². Dal 2007 al 2013 è stata definita la più grande biblioteca pubblica d’Europa.[2][3]
- Premio per l’edificio più sostenibile di Amsterdam dalla Dutch Green Building Council (2008)[4]
- Vincitrice del WAN Civic Building of the Year 2009[5]
- Inaugurata il 7 luglio 2007 (7/7/7)
- Annie M.G. Schmidt Jeugdtheater (seminterrato, 45 posti)
- Theater van 't woord (7º piano, 270 posti)
- Museo Gerard Reve e Museo della Biblioteca
- Collezioni speciali come quella di Boudewijn Büch, Vestdijk e la collezione su Amsterdam
- Centro informativo sull’integrazione europea (Europe Direct)
- IHLIA LGBTI Heritage (IHLIA), biblioteca specializzata, archivio e centro informativo sui temi LGBT.

## Storia
La prima biblioteca pubblica di Amsterdam fu aperta nel 1919 come Sala di Lettura e Biblioteca Pubblica al Keizersgracht (444). Nel 1977 la sede pubblica si trasferì al Prinsengracht (587), mentre gli uffici rimasero al Keizersgracht. Nel 2007 fu inaugurato l’attuale edificio, a circa 500 metri a est della Stazione Centrale, che ospita sia la biblioteca centrale che gli uffici dell'OBA. L’edificio al Prinsengracht fu successivamente trasformato in hotel.
Poco dopo l’apertura si verificò una rapina a mano armata, durante la quale furono rubate due casseforti. La polizia arrestò i responsabili un mese dopo; uno di loro lavorava per l’azienda di sicurezza della biblioteca.
Il 16 febbraio 2008 fu accolto il milionesimo visitatore dalla nuova sede. Un anno dopo, i visitatori annui raddoppiarono a 1,6 milioni e i membri aumentarono di 10.000, raggiungendo quota 40.000. Con oltre 4 milioni di visitatori l’anno, la biblioteca è l’istituzione culturale più frequentata di Amsterdam. La Biblioteca Centrale sull’Oosterdokseiland accoglie circa 5.000 visitatori al giorno.
Dal 1990 sono state chiuse alcune piccole filiali di quartiere, tra cui Huis De Pinto (1975–2012) e la biblioteca a Watergraafsmeer, costruita nello stile della Scuola di Amsterdam. Nel marzo 2014 è stata aperta una biblioteca per giovani a IJburg, mentre nell’aprile 2023 la sede di Diemen si è trasferita nella nuova struttura De Omval, condivisa con un teatro e altre istituzioni culturali.
L’OBA offre supporto su diverse tematiche, tra cui questioni finanziarie, lingua e servizi digitali della pubblica amministrazione.
A metà 2023, oltre alla Biblioteca Centrale e alle sedi di Diemen, Duivendrecht, Ouderkerk e Weesp, c'erano 25 filiali ad Amsterdam: 5 nei distretti occidentali, 4 a Nieuw-West, 4 a Zuid, 3 a Oost, 2 a Ouder-Amstel, 4 a Noord e 3 a Zuidoost.

## Dati principali (2014)
- 1 Biblioteca centrale
- 28 filiali
- 1 biblioteca digitale
- 30 punti di prestito, anche in residenze e centri di assistenza
- 5.700 attività culturali, come spettacoli teatrali, eventi videoludici e laboratori
- oltre 500 mostre
- collezione di 1,7 milioni di materiali
- 299 dipendenti per un totale di 239 posizioni full-time
- oltre 4 milioni di visitatori all'anno
- 153.000 membri
- 1,2 milioni di utenti internet
- 4,2 milioni di prestiti
- 2,5 milioni di visite al sito web della biblioteca
- oltre 23.000 iscritti alla newsletter via e-mail
- 93 video OBA su YouTube

### Biblioteca Centrale

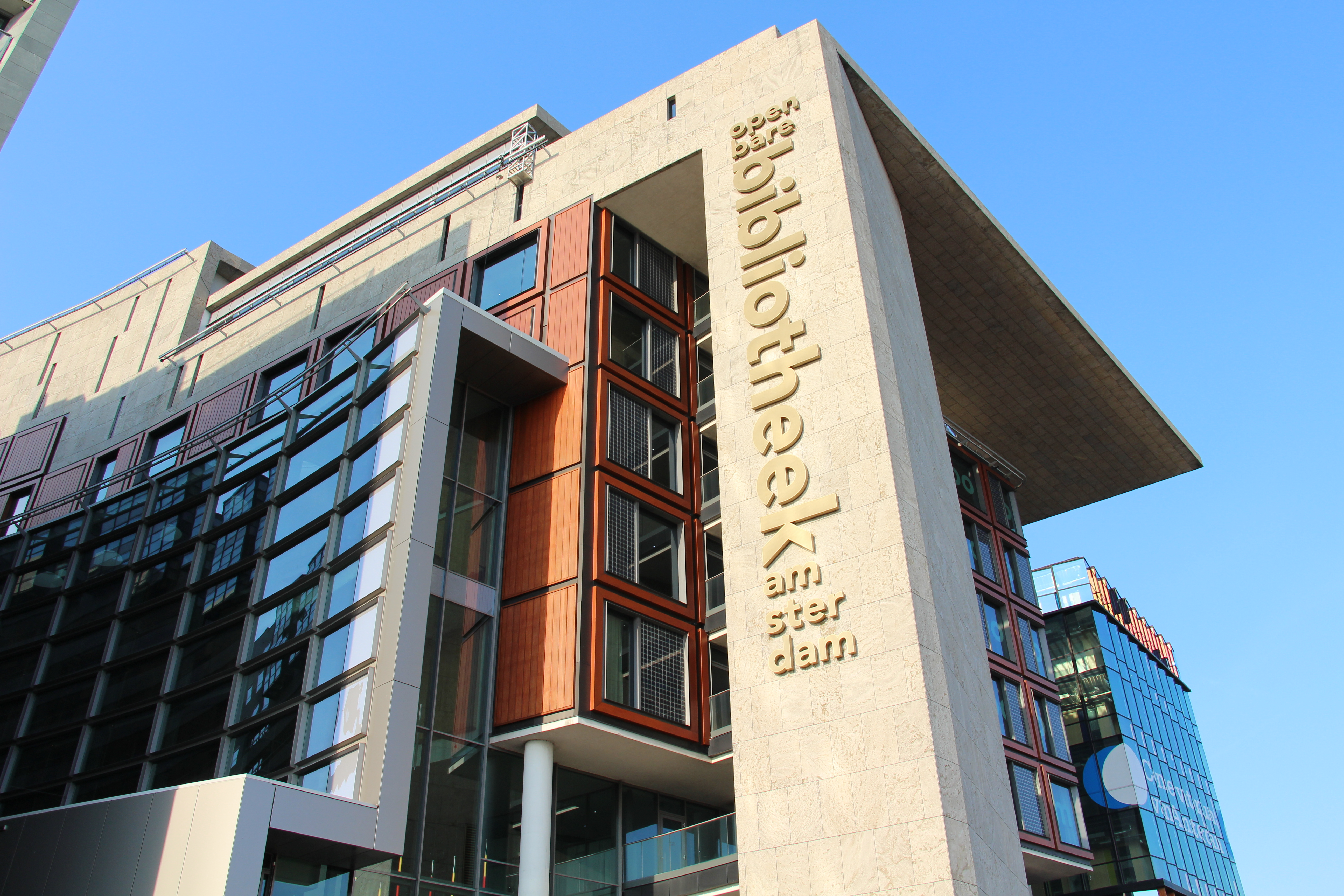
Amsterdam - Openbare Bibliotheek

- aperta ogni giorno dalle 10:00 alle 22:00
- superficie di 30.000 m²
- 300 postazioni di lavoro con accesso a internet
- 140 computer per consultare il catalogo o la biblioteca digitale
- 30 computer con accesso a Muziekweb
- 1.000 posti a sedere
- accesso wireless a internet per laptop
- 1 teatro con 250 posti a sedere
- 1 Annie M.G. Schmidt Theater con 40 posti a sedere
- un archivio con 25.000 metri lineari di scaffalature
- 1 caffetteria, 1 foyer e 1 ristorante
- 4 sale riunioni dedicate ad autori olandesi, come la Sala Simon Vestdijk
- in media 5.000 visitatori al giorno
- 1,8 milioni di visitatori all’anno
- 1.200 posti auto
- 2.000 posti bici custoditi nel parcheggio biciclette